# Grand-Rozoy
Pour les articles homonymes, voir Rozoy.
Grand-Rozoy est une commune française située dans le département de l'Aisne, en région Hauts-de-France.

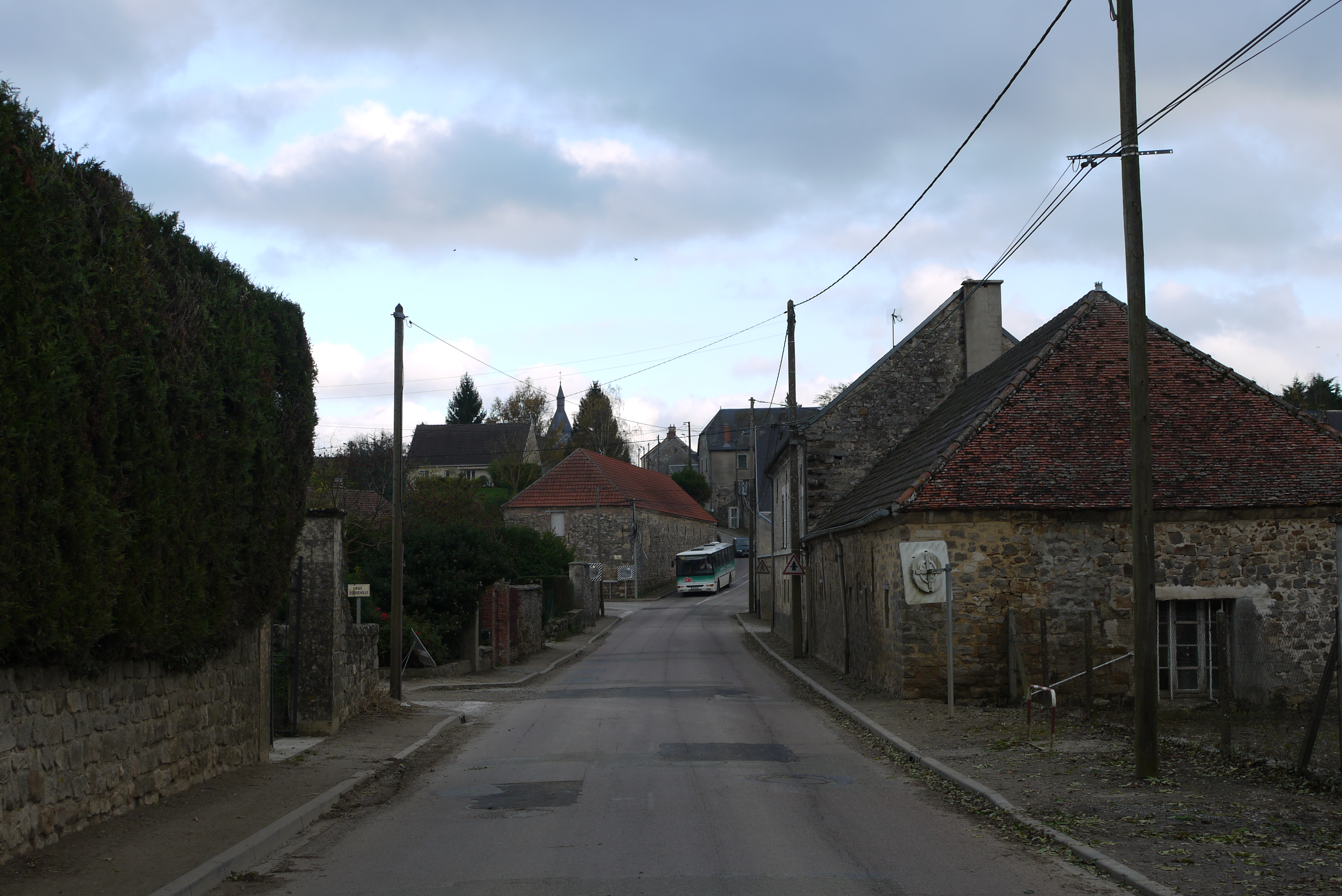
Le village.

Grand-Rozoy est, avec la ville de Soissons, jumelée à Louiseville, une ville du Québec (Canada).

## Géographie

### Localisation
Les communes à proximité sont :
- Beugneux
- Launoy
- Le Plessier-Huleu
- Oulchy-la-Ville
- Oulchy-le-Château
- Droizy
- Cramaille
- Hartennes-et-Taux
- Nanteuil-Notre-Dame
- Muret-et-Crouttes
- Arcy-Sainte-Restitue
- Armentières-sur-Ourcq
- Saint-Rémy-Blanzy

### Hydrographie
La commune est située dans le bassin Seine-Normandie. Elle est drainée par le ru de Chaudailly et le fossé Fourgon,,.

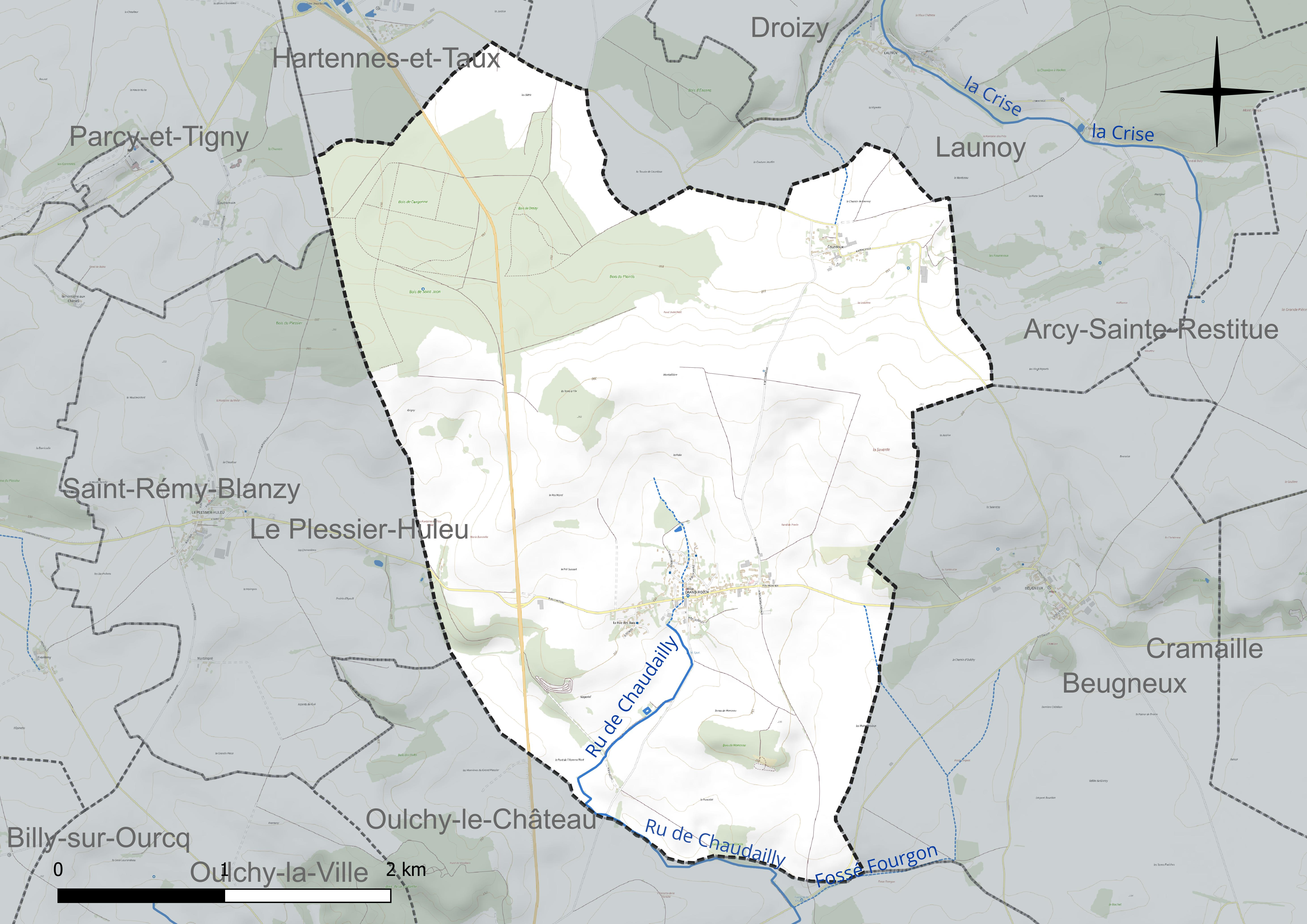
Réseau hydrographique de Grand-Rozoy.

### Climat
Pour des articles plus généraux, voir Climat des Hauts-de-France et Climat de l'Aisne.
En 2010, le climat de la commune est de type climat océanique dégradé des plaines du Centre et du Nord, selon une étude du CNRS s'appuyant sur une série de données couvrant la période 1971-2000. En 2020, Météo-France publie une typologie des climats de la France métropolitaine dans laquelle la commune est exposée à un climat océanique altéré et est dans la région climatique Nord-est du bassin Parisien, caractérisée par un ensoleillement médiocre, une pluviométrie moyenne régulièrement répartie au cours de l'année et un hiver froid (3 °C).
Pour la période 1971-2000, la température annuelle moyenne est de 10,2 °C, avec une amplitude thermique annuelle de 15,2 °C. Le cumul annuel moyen de précipitations est de 748 mm, avec 12,1 jours de précipitations en janvier et 8,3 jours en juillet. Pour la période 1991-2020, la température moyenne annuelle observée sur la station météorologique la plus proche, située sur la commune de Braine à 16 km à vol d'oiseau, est de 11,3 °C et le cumul annuel moyen de précipitations est de 662,7 mm,. Pour l'avenir, les paramètres climatiques de la commune estimés pour 2050 selon différents scénarios d'émission de gaz à effet de serre sont consultables sur un site dédié publié par Météo-France en novembre 2022.

## Urbanisme

### Typologie
Au 1er janvier 2024, Grand-Rozoy est catégorisée commune rurale à habitat dispersé, selon la nouvelle grille communale de densité à 7 niveaux définie par l'Insee en 2022.
Elle est située hors unité urbaine et hors attraction des villes,.

### Occupation des sols
L'occupation des sols de la commune, telle qu'elle ressort de la base de données européenne d'occupation biophysique des sols Corine Land Cover (CLC), est marquée par l'importance des territoires agricoles (76,6 % en 2018), une proportion identique à celle de 1990 (76,6 %). La répartition détaillée en 2018 est la suivante : 
terres arables (74,9 %), forêts (20,9 %), zones urbanisées (2,5 %), zones agricoles hétérogènes (1,7 %).

L'évolution de l'occupation des sols de la commune et de ses infrastructures peut être observée sur les différentes représentations cartographiques du territoire : la carte de Cassini (XVIIIe siècle), la carte d'état-major (1820-1866) et les cartes ou photos aériennes de l'IGN pour la période actuelle (1950 à aujourd'hui).

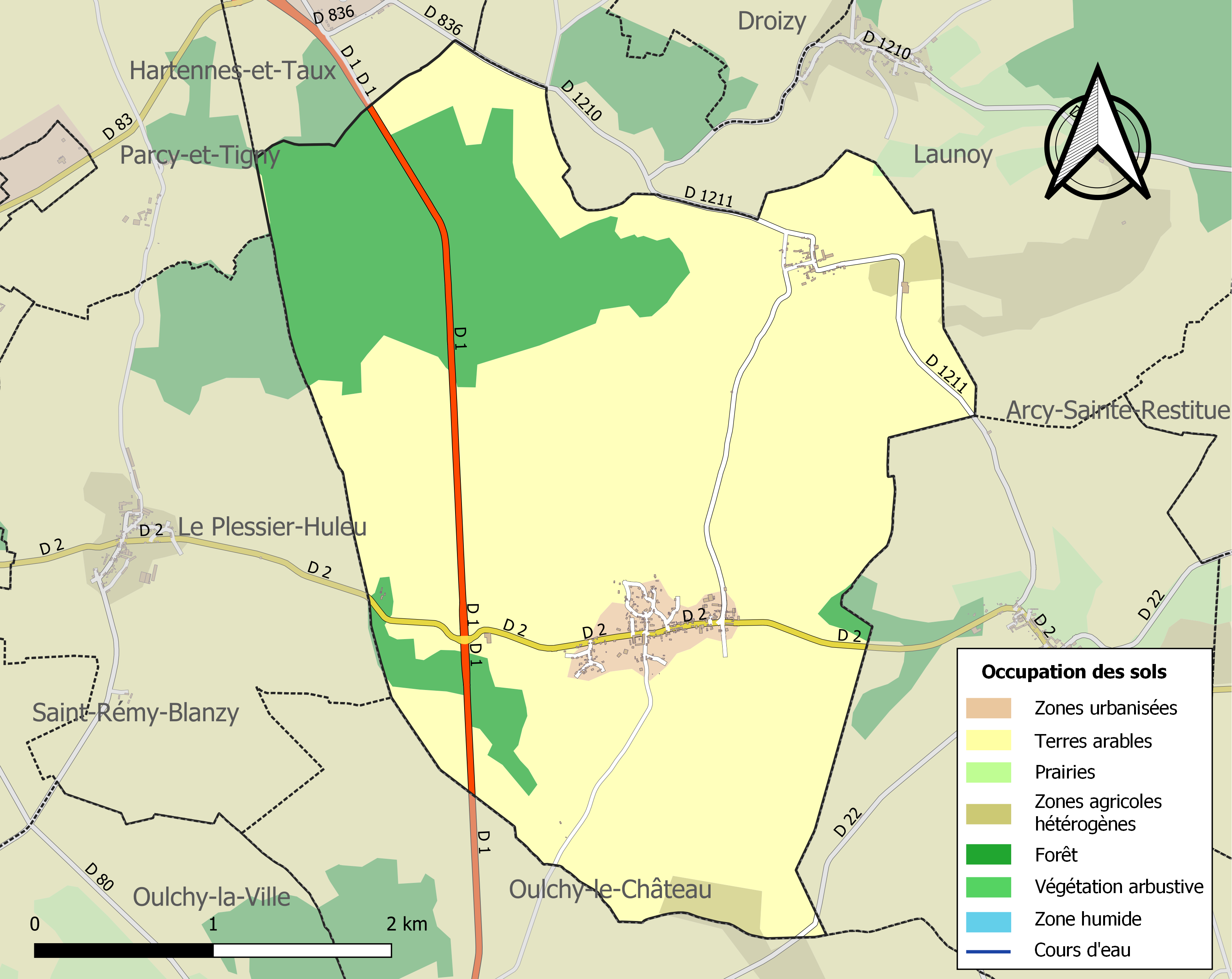
Carte de l'occupation des sols de la commune en 2018 (CLC).

## Toponymie
Durant la Révolution, la commune porte les noms de Les Oulchy et de Rozoy-les-Oulchy.
Jusqu'au 31/12/1942, la commune s'appelait Rozoy-Grand.
Voir Rozoy-le-Vieil.

## Histoire
Site d'une bataille en 1918, en lien avec la bataille du Plessier-Huleu. Le 29 juillet 1918, la commune est reprise par la 30e division d'infanterie.

## Politique et administration

### Découpage territorial
La commune de Grand-Rozoy est membre de la communauté de communes du Canton d'Oulchy-le-Château, un établissement public de coopération intercommunale (EPCI) à fiscalité propre créé le 30 décembre 1994 dont le siège est à Oulchy-le-Château. Ce dernier est par ailleurs membre d'autres groupements intercommunaux.
Sur le plan administratif, elle est rattachée à l'arrondissement de Soissons, au département de l'Aisne et à la région Hauts-de-France. Sur le plan électoral, elle dépend du  canton de Villers-Cotterêts pour l'élection des conseillers départementaux, depuis le redécoupage cantonal de 2014 entré en vigueur en 2015, et de la cinquième circonscription de l'Aisne  pour les élections législatives, depuis le dernier découpage électoral de 2010.

### Administration municipale
| Période                                  | Période                       | Identité          | Étiquette | Qualité                                   |
| ---------------------------------------- | ----------------------------- | ----------------- | --------- | ----------------------------------------- |
| Les données manquantes sont à compléter. |                               |                   |           |                                           |
| avant 1988                               | ?                             | Maryse Delen      |           |                                           |
| juin 1995                                | mars 2008                     | François Gaillard | DVD       |                                           |
| mars 2008                                | juillet 2020                  | Patrick Manscourt | DVD       | Commerçant Réélu pour le mandat 2014-2020 |
| juillet 2020                             | En cours (au 28 juillet 2020) | Pascal Nivart     |           | Ingénieur et cadre technique d'entreprise |

## Démographie
L'évolution du nombre d'habitants est connue à travers les recensements de la population effectués dans la commune depuis 1793. Pour les communes de moins de 10 000 habitants, une enquête de recensement portant sur toute la population est réalisée tous les cinq ans, les populations de référence des années intermédiaires étant quant à elles estimées par interpolation ou extrapolation. Pour la commune, le premier recensement exhaustif entrant dans le cadre du nouveau dispositif a été réalisé en 2007.

En 2022, la commune comptait 299 habitants, en évolution de −2,61 % par rapport à 2016 (Aisne : −1,97 %, France hors Mayotte : +2,11 %).
| 1793 | 1800 | 1806 | 1821 | 1831 | 1836 | 1841 | 1846 | 1851 |
| ---- | ---- | ---- | ---- | ---- | ---- | ---- | ---- | ---- |
| 398  | 397  | 510  | 450  | 460  | 511  | 530  | 527  | 471  |

| 1856 | 1861 | 1866 | 1872 | 1876 | 1881 | 1886 | 1891 | 1896 |
| ---- | ---- | ---- | ---- | ---- | ---- | ---- | ---- | ---- |
| 425  | 439  | 432  | 400  | 433  | 384  | 393  | 384  | 344  |

| 1901 | 1906 | 1911 | 1921 | 1926 | 1931 | 1936 | 1946 | 1954 |
| ---- | ---- | ---- | ---- | ---- | ---- | ---- | ---- | ---- |
| 342  | 324  | 290  | 227  | 283  | 255  | 273  | 277  | 267  |

| 1962 | 1968 | 1975 | 1982 | 1990 | 1999 | 2006 | 2007 | 2012 |
| ---- | ---- | ---- | ---- | ---- | ---- | ---- | ---- | ---- |
| 223  | 198  | 162  | 206  | 248  | 258  | 282  | 285  | 310  |

| 2017 | 2022 | - | - | - | - | - | - | - |
| ---- | ---- | - | - | - | - | - | - | - |
| 304  | 299  | - | - | - | - | - | - | - |

## Culture locale et patrimoine

### Lieux et monuments
- Église Saint-Martin du Grand-Rozoy
- Monument au lieutenant observateur Albert Rapilly[23]

### Personnalités liées à la commune
- Jean Deschamps (professeur), instituteur, demeurant au Grand-Rozoy, oncle et témoin au mariage de Pierre Bochet et Marie Marguerite Aimée Doyen, le 8 avril 1804 à l'âge de cinquante ans.